# Port lotniczy Dzaoudzi
Port lotniczy Dzaoudzi (IATA: DZA, ICAO: FMCZ) – międzynarodowy port lotniczy położony w Pamandzi, na francuskiej wyspie Majotta w Kanale Mozambickim, u wschodnich wybrzeży Afryki.

## Linie lotnicze i połączenia
| Linia lotnicza | Kierunek                                                                              |
| -------------- | ------------------------------------------------------------------------------------- |
| Air Austral    | 1. Reunion Sezonowo: 1. Marsylia 2. Paryż-Charles de Gaulle                           |
| Air Madagascar | 1. Antananarywa 2. Antsiranana 3. Mahajanga                                           |
| Corsairfly     | 1. Marsylia 2. Paryż-Orly 3. Reunion                                                  |
| Ewa Air        | 1. Anjouan 2. Antsiranana 3. Dar es Salaam 4. Mahajanga 5. Moroni 6. Nosy Be 7. Pemba |
| Kenya Airways  | 1. Nairobi                                                                            |